# Aurélio Miguel
Aurélio Miguel (Sao Paulo, 10 maart 1964) is een voormalig Braziliaans judoka. Miguel won tijdens de Olympische Zomerspelen 1988 de gouden medaille in het halfzwaargewicht. Acht jaar later won hij in dezelfde klasse de bronzen medaille. Miguel won ook nog drie medailles op de wereldkampioenschappen.

## Resultaten
- Wereldkampioenschappen judo 1987 in Essen  in de halfzwaargewicht
- Olympische Zomerspelen 1988 in Seoel  in het halfzwaargewicht
- Olympische Zomerspelen 1992 in Barcelona 1/8Finale in het halfzwaargewicht
- Wereldkampioenschappen judo 1993 in Hamilton  in de halfzwaargewicht
- Olympische Zomerspelen 1996 in Atlanta  in het halfzwaargewicht
- Wereldkampioenschappen judo 1997 in Parijs  in de halfzwaargewicht
- Wereldkampioenschappen judo 1997 in Parijs 7e in de open-klasse

1972: Sjota Tsjotsjisjvili ·
1976: Kazuhiro Ninomiya ·
1980: Robert Van de Walle ·
1984: Ha Hyoung-zoo ·
1988: Aurélio Miguel ·
1992: Antal Kovács ·
1996: Paweł Nastula ·
2000: Kosei Inoue ·
2004: Ihor Makarov ·
2008: Tuvshinbayar Naidan · 
2012: Tagir Chajboelajev · 
2016: Lukáš Krpálek · 
2020: Aaron Wolf · 
2024: Zelym Kotsoiev